# Scrophularia scoparia
Scrophularia scoparia är en flenörtsväxtart som beskrevs av Francis Whittier Pennell. Scrophularia scoparia ingår i släktet flenörter, och familjen flenörtsväxter. Inga underarter finns listade i Catalogue of Life.